# 亞玟
亞玟（Arwen Undómiel），出自英國作家約翰·羅納德·魯埃爾·托爾金的史詩式奇幻小說《魔戒》中的人物。亞玟是瑞文戴爾領主愛隆王和凱勒布理安的女兒，精靈女皇凱蘭崔爾的外孫女。亞玟有著她的祖先精靈露西安的美貌，被稱為精靈國度裡的暮星。

## 生平
第三紀元241年出生的亞玟是愛隆王的獨生女，瑞文戴爾的暮星公主，有兩個哥哥－伊萊丹和伊羅何，母親凱勒布理安因為受傷而乘船離開了中土大陸。亞玟長期居住在母親的故鄉－黃金森林羅斯洛立安裡，和母系家族的族人在一起；當她回到父親所在的瑞文戴爾時，在森林中初次和相遇，但後來亞拉岡因自身使命壓抑了對她的情感。
亞玟再度遇見亞拉岡是在黃金森林羅斯洛立安，亞拉岡歷經冒險和磨難之後前往此地靜養，兩人在此相戀且互許終身。也因為和人皇相愛而放棄精靈長生不死的生命，選擇留在中土大陸。她在魔戒聖戰結束後和人皇成婚；並將精靈寶石暮星送給佛羅多·巴金斯。
在亞拉岡逝世後，亞玟離開剛鐸前往黃金森林羅斯洛立安，最後於瑟林‧安羅斯的山丘上安息。

## 戲劇角色
麗芙·泰勒在由彼得·傑克森執導的電影《魔戒電影三部曲》中飾演亞玟。
在電影的改編情節裡，亞玟的出現和所負的責任明顯比原著小說裡還多，包括在戒靈追殺下護送佛羅多到瑞文戴爾；小說是在附錄裡才說明了比較詳細的亞玟和亞拉岡的故事。而人皇和精靈皇后的最終結局，在小說附錄裡有說明，而在電影裡，則是經由亞玟的預視能力和敘述，顯現了片段影像。